# 克雷斯特伍德村 (新澤西州)
克雷斯特伍德村（英語：Crestwood Village）是位於美國新澤西州海洋縣的普查規定居民點。

## 人口
根據2020年美國人口普查的數據，克雷斯特伍德村的面積為11.20平方千米，當中陸地面積為11.07平方千米，而水域面積為0.13平方千米。當地共有人口8426人，而人口密度為每平方千米752.32人。